# Cambodia Daily
Cambodia Daily är Kambodjas första engelskspråkiga dagstidning. Den grundades av den amerikanske journalisten Bernard Krisher 1993. Den ges ut dagligen, förutom på söndagar, och är tryckt i A4-format. Internationella nyheter köps in från syndikatpressen, nationella och lokala nyheter görs av tidningens personal och journalister. I varje nummer finns en khmeröversatt sammanfattning av nyhetsinnehållet. En internationell utgåva ges ut och kostar $200.